# Ла Люзерн, Сезар-Гийом де
Сезар-Гийом де Ла Люзерн (фр. César-Guillaume de La Luzerne; 17 июля 1738, Париж, королевство Франция — 21 июня 1821, там же) — французский куриальный кардинал. Епископ Лангра с 10 сентября 1770 по 21 июня 1821. Кардинал-священник с 28 июля 1817 по 21 июня 1821.

## Ранние годы, образование и священство
Родился Сезар-Гийом де Ла Люзерн 17 июля 1738 года, в Париже, во Франции.
Образование получил в Сен-Маглуарской семинарии в Париже и в Наваррском коллеже (лиценциат в теологии, 1762 год).
Рукоположён в священники 27 марта 1762 года. Почётный каноник соборного капитула в Париже, 1754 год. Аббат Мортера в 1756—1782 годах. Генеральный викарий епархии Нарбонны в 1763—1770 годах. Генеральный агент по делам духовенства провинции Вьенна на Ассамблее духовенства в 1765—1770 годах. Он получил продвижение к епископству через влияние семьи Ламуаньон и был назначен королём Франции на пост епископа Лангра 24 июня 1770 года.

## Епископ Лангра
Избран епископом Лангра, 10 сентября 1770 года. Ординация прошла 30 сентября 1770 года, в церкви Посещения Девы Марии, в Париже, основным консекратором был Кристоф де Бомон — архиепископ Парижа (соконсекраторы не известны).
Герцог и пэр Французского королевства. Аббат Бургейла, 1782 год. Принимал участие в собрании нотаблей 1787 года, в последней Ассамблее духовенства 1788 года и в Генеральных штатах 1789 года. 
Когда он потерпел неудачу в своей попытке сохранить конституционалистов в умеренных количествах, он покинул Генеральные штаты. Он отказался принять Гражданское устройство духовенства в 1791 году и отправился в изгнание в Швейцарию, Австрию и, наконец, в Венецию, где он предложил великодушное гостеприимство французским изгнанникам и посвятил себя широкому написанию. 31 октября 1801 года он отказался уйти в отставку со своей епархии, согласно Конкордату 1801 года между Францией и Святым Престолом, но епархия Лангра была упразднена 29 ноября 1801 года. В 1814 году, при Реставрации французской монархии, он вернулся во Францию. Он оставался в Париже во время возвращения Наполеона Бонапарта к власти в период Ста дней (20 марта — 8 июля 1815 года), когда король Людовик XVIII был реставрирован во второй раз.

## Кардинал
Возведён в сан кардинала-священника на консистории 28 июля 1817 года, никогда не получал красную шапку и титулярную церковь. 
27 июля 1817 года была восстановлена епархия Лангра, а 1 октября 1817 года он снова был назначен её епископом, но назначение не вступило в силу. Назначен государственным министром в 1817 году. Он был устаревшим представителем старого галликанизма.
Скончался кардинал де Ла Люзерн 21 июня 1821 года в Париже. Тело было выставлено и похоронено в церкви Кармес на улице Вожирар, в Париже.